# Hypocnemoides
Hypocnemoides é um género de ave da família Thamnophilidae.
Este género contém as seguintes espécies:
- Hypocnemoides melanopogon
- Hypocnemoides maculicauda